# Konrad Hempel
Konrad Hermann Hempel (* 13. Dezember 1973 in Ost-Berlin) ist ein deutscher Komponist, Musiker, bildender Künstler, Performance-Künstler und Autor.

## Leben
Hempel studierte Geschichte, Musikwissenschaft und Philosophie und später Visuelle Kommunikation an der Kunsthochschule Berlin-Weißensee. Er war Meisterschüler bei Alexander Jordan und Barbara Junge.
Als Gitarrist und Sänger gründete er mit Sebastian Schulz und Christian Rau im Jahr 1994 die Band Yellowback. 1998 gründete er die offene Bühne „Abteilung Hören und Sehen“, eine performative Kunst- und Satire-Show. Er ist Mitglied des Performance- und Multimediakollektivs „Schwindel“.
Von 2005 bis 2008 und wieder seit 2009 ist er festes Mitglied der Band ALP (Gitarre, Gesang), die sich vor allem mit der Vertonung von Stummfilmen beschäftigt. Mit seinen Bands Yellowback und ALP gastierte er in der Schweiz, den Niederlanden, Dänemark, Polen, Tschechien und den USA. ALP spielte auf der Abschlussveranstaltung des Berlin & Beyond Festivals 2016 in San Francisco und wurde mehrfach vom Goethe-Institut eingeladen.
Hempel ist für Theater und Film tätig. Unter anderem arbeitete er am Residenztheater München, am Thalia Theater Hamburg und am Schauspiel Hannover.
Seine bildnerische Kunst umfasst Installationen, Klangräume sowie Video- und Malereiarbeiten. Seine Arbeiten sind geprägt von Text-, experimentellen Musik- und Filmelementen. Er stellte u. a. in der Akademie der Künste, dem Haus der Kulturen der Welt in Berlin und dem Museu Monjo in Barcelona aus.
2014 gründete er zusammen mit der Filmemacherin, Videokünstlerin und Physikerin Claudia Lehmann das Institut für Experimentelle Angelegenheiten, das grenzüberschreitende Formate und Projekte zwischen Wissenschaft und Kunst lanciert. Bei dem Festival Save The World II in Bonn stellten sie 2015 zwei Beiträge.
Im Jahr 2018 wurde der Dokumentarfilm Die Sinfonie der Ungewissheit veröffentlicht, bei der Hempel das Drehbuch und die Musik schrieb. Der Film wurde 2019 auf verschiedenen Festivals gezeigt u. a. auf dem Neisse Film Festival, dem Festival International Signes de Nuit und dem Oregon State International Film Festival.

## Sonstiges
Hempel zählt zu den Gründungsmitgliedern des Unabhängigen Jugendzentrums Pankow (JUP), bei dem er jahrelang als Vorstandsmitglied aktiv war. Er lehrt an der Universität der Künste Berlin. Hempel ist der Enkel des Architekten Hermann Henselmann und der Cousin der Schauspielerin Anne-Sophie Briest.

## Diskographie (Auswahl)
- Crossunder Music (Yellowback) 1999
- WYBH (Yellowback) 2003
- Noiseworks 15 (Samplerbeitrag/Yellowback) 2004
- El Arte Nunca Muere (ALP) 2006
- Silbern (ALP) 2008
- Blau (Yellowback) 2009
- Lichter (ALP) 2010
- Orange (Yellowback) 2010
- Rot (Yellowback) 2011
- Wer hat Angst vor Rot, Grün, Gelb und Blau (Yellowback) 2014

## Veröffentlichungen (Auswahl)
- Beitrag in The Digital Turn – Design In The Era Of Interactive Technologies (Eds.: Carola Zwick, Zane Berzina and Barbara Junge et al.) ISBN 978-3-906027-02-9